# Медаль Блеза Паскаля Європейської Академії Наук
Медаль Блеза Паскаля Європейської Академії Наук - вища нагорода Європейської Академії Наук заснована 2003 року.
Блез Паскаль – видатний французький математик, фізик, філософ і письменник XVII століття. Медаль його імені – одна з найвищих міжнародних нагород. Вона присуджується на знак видатного особистого внеску вчених у розвиток науки та технологій, прищеплення дослідницьких навичок молоді. Рішення щодо присудження нагороди ухвалює спеціально створений для цього Науковий комітет ЄАН. За престижністю у міжнародному науковому співтоваристві ця відзнака посідає наступне після Нобелівської премії місце. Протягом одного року дозволяється присуджувати не більше 6 медалей Б. Паскаля. За 2003–2007 роки 23 відзнак удостоєні вчені з 14 країн.